# Hujka
Hujka (biał. Гуйка) – rzeka w dorzeczu Wilii, w rejonach mińskim і mołodeczańskim na Białorusi o długości 19 km. Wpada do Wiazynki. Średnie nachylenie wód to 0,33%, zlewnia – 98 km².